# 匈牙利社会主义工人党

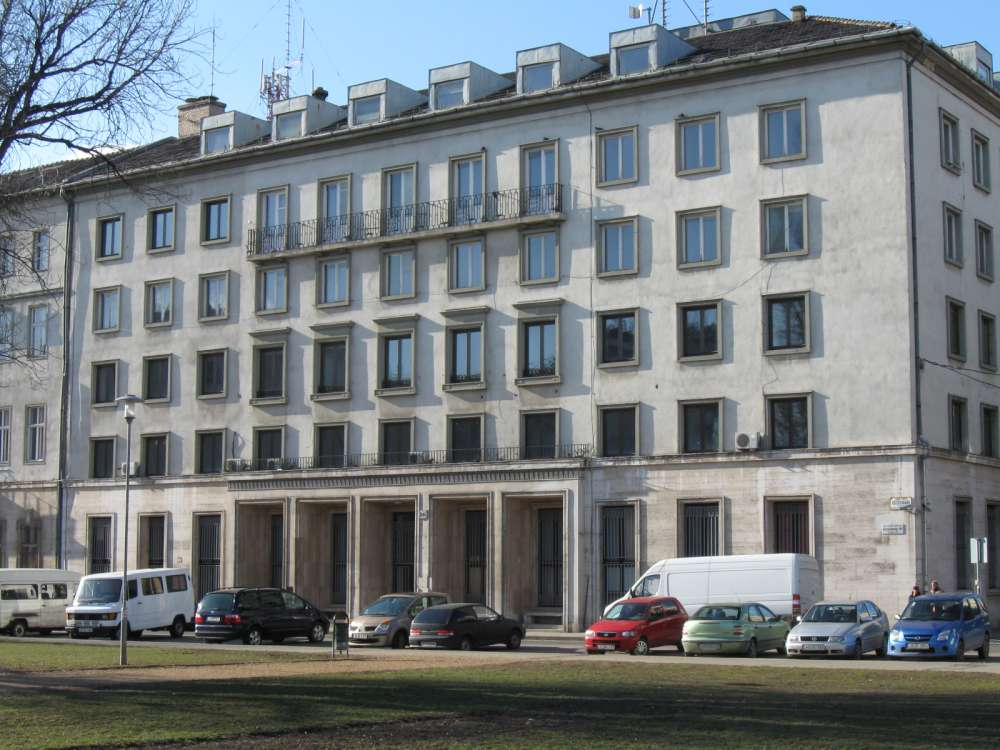
布達佩斯的前匈牙利社会主义工人党中央委員會建築

匈牙利社会主义工人党（匈牙利语: Magyar Szocialista Munkáspárt，缩写为MSzMP）是匈牙利历史上的一个共产主义政党。

## 历史
1956年—1989年，该党是匈牙利的执政党。1956年10月31日，该党由匈牙利劳动人民党改组而成，卡达尔·亚诺什为首任总书记。1989年10月7日，该党放弃共产主义意识形态，改组为匈牙利社会党。

## 历任总书记
1. 卡达尔·亚诺什，1956年10月25日—1988年5月22日
2. 格罗斯·卡罗伊，1988年5月22日—1989年10月7日

## 中央政治局
按姓氏字母排列

### 七大（1959年）
- 委员：奥普罗·安托尔、比斯库·贝洛、费赫尔·拉约什、福克·耶诺、卡达尔·亚诺什、卡拉伊·久洛、基什·卡罗伊、马罗山·捷尔吉、明尼赫·费伦茨、内梅什·德热、罗奈伊·山多尔、绍莫吉·米克洛什（共12人）
- 候补委员：科莫钦·佐尔坦、西尔马伊·伊斯特万、加什帕尔·山多尔[2]

### 八大（1962年）
- 委员：

### 九大（1966年）
- 委员：

### 十大（1970年）
- 委员：

### 十一大（1975年）
- 委员：

### 十二大（1980年）
- 委员：卡达尔·亚诺什、阿策尔·捷尔吉、本克·瓦莱丽亚、加什帕尔·山多尔、豪沃希·费伦茨、科罗姆·米哈伊、拉扎尔·捷尔吉、洛松齐·帕尔、毛罗蒂·拉斯罗、梅海什·拉约什、内梅特·卡罗伊、奥瓦里·米克洛什、绍尔洛什·伊斯特万

### 十三大（1985年）
- 委员：

## 中央书记处

### 七大（1959年）
- 总书记：卡达尔·亚诺什
- 书记：马罗山·捷尔吉、福克·耶诺、基什·卡罗伊、费赫尔·拉约什、西尔马伊·伊斯特万

### 八大（1962年）
- 总书记：卡达尔·亚诺什
- 书记：

### 九大（1966年）
- 总书记：卡达尔·亚诺什
- 书记：

### 十大（1970年）
- 总书记：卡达尔·亚诺什
- 书记：

### 十一大（1975年）
- 总书记：卡达尔·亚诺什
- 书记：

### 十二大（1980年）
- 总书记：卡达尔·亚诺什
- 书记：豪沃希·费伦茨、科罗姆·米哈伊、内梅特·卡罗伊、奥瓦里·米克洛什

### 十三大（1985年）
- 总书记：格罗斯·卡罗伊
- 书记：